# El poder verde (álbum)
El Poder Verde es el segundo álbum de la agrupación musical Los Mirlos. Fue editado originalmente en 1974 por la compañía discográfica Infopesa.

## Lista de canciones
| Lado A |                            |                   |          |  |
| N.º    | Título                     | Escritor(es)      | Duración |  |
| 1.     | «El Poder Verde»           | Jorge Rodríguez   | 2:41     |  |
| 2.     | «Cumbia Amazónica»         | Gilberto Reátegui | 2:11     |  |
| 3.     | «Vuela Pajarito Vuela»     | Jorge Rodríguez   | 2:55     |  |
| 4.     | «Tema el Amor Libre»       | Carlos Rodríguez  | 2:32     |  |
| 5.     | «El Juego de tu Amor»      | Danny Johnston    | 2:36     |  |
| 6.     | «La Dulzura de tus Labios» | Danny Johnston    | 2:51     |  |
| 15:46  |                            |                   |          |  |

| Lado B |                       |                                    |          |  |
| N.º    | Título                | Escritor(es)                       | Duración |  |
| 7.     | «Lamento en la Selva» | Gilberto Reátegui                  | 3:08     |  |
| 8.     | «El Chasco»           | Gilberto Reátegui, Jorge Rodríguez | 3:12     |  |
| 9.     | «Chinito En Onda»     | Limber Zumba                       | 3:18     |  |
| 10.    | «El Vaivén»           | Jorge Rodríguez                    | 2:15     |  |
| 11.    | «El Escape»           | Carlos Rodríguez                   | 2:49     |  |
| 12.    | «Para Violeta»        | Manuel Linares                     | 2:17     |  |
| 16:59  |                       |                                    |          |  |

## Créditos
El Poder Verde
- Jorge Rodríguez Grández: Voz
- Danny Johnston: Guitarra eléctrica
- Gilberto Reátegui: Guitarra eléctrica
- Manuel Linares: Bajo
- Hugo Jauregui: Batería
- Carlos Vásquez: Timbales
- Wagner Grandez: Bongós
- Segundo Rodríguez: Güiro